# IC 23
IC 23 је елиптична галаксија у сазвјежђу Кит која се налази на листи објеката дубоког неба у Индекс каталогу.
Деклинација објекта је - 12° 43' 11" а ректасцензија 0h 30m 50,7s. Привидна величина (магнитуда) објекта IC 23 износи 14,0 а фотографска магнитуда 15,0. IC 23 је још познат и под ознакама MCG -2-2-32, NPM1G -12.0022, PGC 1872.